# Tabanus aquilus
Tabanus aquilus är en tvåvingeart som beskrevs av Surcouf 1907. Tabanus aquilus ingår i släktet Tabanus och familjen bromsar. Inga underarter finns listade i Catalogue of Life.